# Ушаков, Николай Николаевич
Никола́й Никола́евич Ушако́в (6 июня 1899, Ростов — 17 ноября 1973, Киев) — русский советский поэт, писатель и переводчик.

## Биография
Родился в Ростове (ныне Ярославская область) в дворянской семье. Отец — офицер-артиллерист, мать умерла, когда Николаю было три года. Его детство прошло в поместье дедушки и бабушки в селе Успенское-Озерки Даниловского уезда. Дед — Яков Афанасьевич Ушаков, член Государственного совета Российской империи, действительный статский советник, бабушка — Мария Ивановна фон Вилькен (в замужестве — Ушакова; 1847—1908), автор мемуаров о поэте Н. А. Некрасове.
В 1908 году дед Я. А. Ушаков отвёз внука в Киев, где Николай поступил в 1-ю Киевскую гимназию, которую окончил с золотой медалью. В 1924 году окончил юридический факультет Киевского института народного хозяйства, но по специальности не работал.
Печатался в киевских газетах с 1923 года, выступал и как кинорецензент, пробовал себя в качестве сценариста, писал пьесы. Кроме русскоязычных изданий УССР печатался также в «Комсомольской правде», «Новом ЛЕФе», «Молодой гвардии», «Новом мире». Некоторое время принадлежал к конструктивистам.
В 1930 году выпустил книгу «Три оператора» о ярких представителях украинской операторской школы Д. П. Демуцком, М. А. Кауфмане и А. В. Калюжном.
Переводил на русский И. Я. Франко, Лесю Украинку, М. М. Коцюбинского и других украинских авторов, а также поэтов других народов СССР; редактировал русские издания произведений Т. Г. Шевченко, М. М. Коцюбинского.
Скончался 17 ноября 1973 года. Похоронен в Киеве на Байковом кладбище.
Жена (с 1929) — Татьяна Николаевна Белогорская-Ушакова. После её смерти значительная часть архива мужа вывезена в Москву.

### Стихи
- Весна республики / Предисл. Н. Н. Асеева; обл. А. П. Могилевского. — М.: Молодая гвардия, 1927. — 103 с.
- В поле на воле: [Стишки для детей дошк. возраста] / Рис. Агнит. — [К.]: Культура, [1928]. — 12 с. — (Библиотека крошка; № 6).
- Дедушкин огород: [Стишки для детей дошк. возраста] / Рис. Ю. Ритынь. — [К.]: Культура, [1929]. — [12] с. — (Моя любимая библиотека; № 200).
- 30 стихотворений: 2-я книга. — М.—Л.: Гос. изд. худ. лит-ры, 1931. — 104 с.
- Самое простое. — [К.]: Коммуна писателей, 1931. — 30 с.
- Горячий цех / Обл. Л. Квятковского. — М.: Сов. лит-ра, 1933. — 79 с.
- Календарь / Переплёт и ил. М. Берендгофа. — М.: Молодая гвардия, 1933. — 72 с.
- Повести: 5-я книга стихов. — Харків; Київ: ЛIМ, 1933.- 62 с.
- Избранные стихи. — М.: Гослитиздат, 1935. — 117 с.
- Мир для нас. — М.: Гослитиздат, 1935. — 86 с.
- Избранные стихи. — М.: Гослитиздат, 1936. — 171 с.
- Киев. — К.: Державлітвидав, 1936. — 86 с.
- Земляки. — К.: Державлітвидав, 1937. — 60 с.
- Путешествия / [Ил. Ю. Ростовцева]. — М.: Гослитиздат, 1940. — 76 с.
- Правое дело: Стихи о войне. — Ташкент: Госиздат УзССР, 1942. — 48 с.
- Мы будем жить. — Уфа: Союз советских писателей Украины, 1944. — 40 с.
- Летопись. 1941—1944. — К.: Гослитиздат Украины, 1946. — 87 с.
- Северное сияние. — М.: Советский писатель, 1947. — 84 с.
- Новые путешествия. — К.: Радянський письменник, 1948. — 99 с.
- Избранное. — К.: Гослитиздат, 1949. — 260 с.
- Вершины перед нами. — М.: Советский писатель, 1951. — 224 с.
- Единство: Избранные стихи. — К.: Гослитиздат Украины, 1951. — 134 с.
- Свежий вечер: Стихи 1950—1955. — М.: Сов. писатель, 1955. — 95 с.
- Год за годом / [Предисл. Л. Вышеславского]. — К.: Гослитиздат Украины, 1956. — 394 с.
- Стихотворения. — М.: Гослитиздат, 1958. — 206 с.
- Лирика. — М.: Гослитиздат, 1961. — 399 с.
- Весна республики: Избранные стихотворения. — М.: Правда, 1962. — 32 с.
- Веснодворец. — К.: Державлітвидав Україны, 1962. — 135 с.
- Избранная лирика. — М.: Молодая гвардия, 1964. — 32 с.
- Есть такая сторона / [Предисл. Л. Озерова]. — М.: Худ. лит., 1965. — 415 с.
- И новый день, и век иной / [Вступ. статья Л. Вышеславского]. — Киев: Дніпро, 1967. — 167 с.
- Стихотворения. — М.: Худ. лит., 1967. — 71 с.
- Теодолит. — М.: Советский писатель, 1967. — 87 .
- Я рифмы не боюсь глагольной. — М.: Советский писатель, 1970. — 110 с.
- 75. — М.: Молодая гвардия, 1971. — 175 с.
- Мои глаза. — К.: Молодь, 1972. — 95 с.
- Мой век / [Вступ. статья В. Огнева]. — М.: Худ. лит., 1973. — 480 с.
- Три книги: Стихи и переводы / [Ил. В. В. Руденко]. — К.: Дніпро, 1974. — 207 с.
- Якоря земли: Стихотворения. 1969—1973. — М.: Советский писатель, 1974. — 103 с.

### Проза
- Ярославский вокзал. — К.: АРП, 1928.
- Повесть быстротекущих лет (Киев). — М.: Советский писатель, 1960.
- Вдоль горячего асфальта: Роман. — В 3-х ч. — М.: Молодая гвардия, 1965.

### Критика
- Три оператора (укр.). — Киев: Укртеакиновидав, 1930. — 30 с. — 5000 экз.
- Узнаю тебя, жизнь! Статьи. — К.: Радянський письменник, 1958.
- Состязание в поэзии. Разведка спором. Воспоминания. Портреты. Характеристики. Теория поэзии. Искусство перевода. — К.: Дніпро, 1969.

## Награды и премии
- Государственная премия УССР имени Т. Г. Шевченко (1973) — за сборники стихов «Мои глаза», «Я рифмы не боюсь глагольной» и многолетнюю плодотворную деятельность в области переводов с украинской литературы[источник не указан 959 дней];
- орден Ленина (28 октября 1967)[источник не указан 959 дней];
- орден Трудового Красного Знамени (31 августа 1959)[источник не указан 959 дней];
- орден «Знак Почёта» (24 ноября 1960)[источник не указан 959 дней];
- медали[2].

## Отзывы современников
Знавший поэта по встречам на писательских съездах, собраниях и совместным поездкам, Е. Евтушенко анализирует на страницах «Новых Известий» причины, не позволившие Н. Ушакову по-настоящему раскрыться:

…внутренний мир Ушакова заслонён внешними событиями, к которым он изо всех сил старается не показать своего личного отношения. Мы не видим обнажённой правды его жизни, не знаем, кого он любил, а кого ненавидел, как будто он ни разу не испытал ни любви, ни ненависти.<…> Ушаков был технически подготовлен к тому, чтобы стать большим поэтом, и он смог написать несколько первоклассных стихов, но нравственно к миссии большого поэта он готов не был — для исповедальности нужна смелость и по отношению к себе, и по отношению к остальному миру.
— Евгений Евтушенко, «Новые Известия» 22 февраля 2007
Из воспоминаний Варлама Шаламова:

«Николай Иванович Бухарин в докладе на I Съезде писателей назвал Пастернака первым именем в русской поэзии.
Но вместе с Пастернаком надеждой русской поэзии Николай Иванович назвал Ушакова.
В этом не было ничего необыкновенного.
Своими первыми книжками „Весна республики“ и „50 стихотворений“ Ушаков сразу вошел в первые ряды современной русской поэзии. От него ждали, к нему протягивали руки лефовцы, конструктивисты, рапповцы, спеша заполонить новый бесстрашный талант в свои сети.
Николай Николаевич Ушаков, человек скромный, убоялся веселой славы и отступил в тень, не решаясь занять место в борьбе титанов вроде Маяковского и Пастернака. От Ушакова ждали очень многого. Он не написал ничего лучше первых своих сборников».
— 

## Память

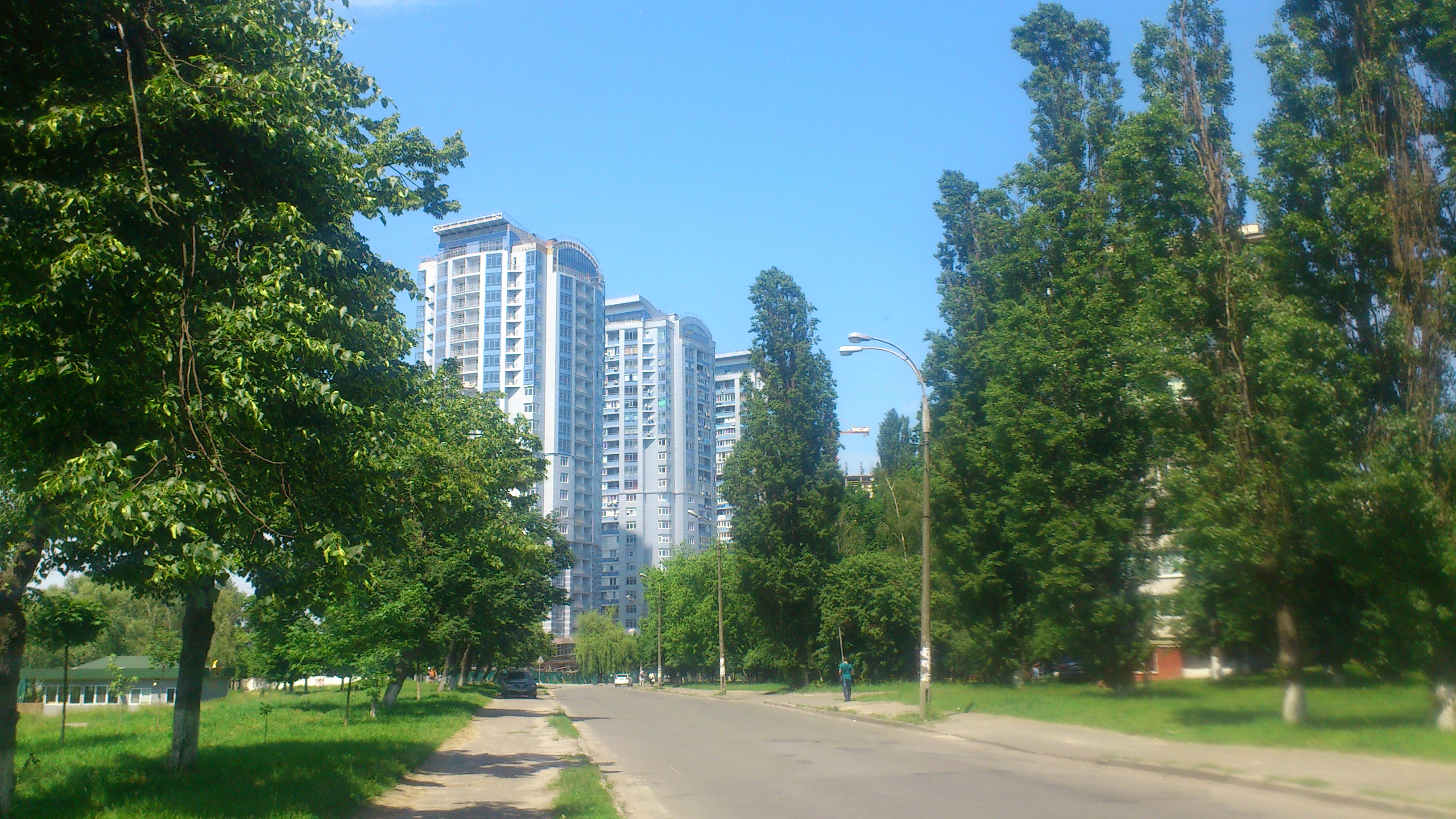
Улица Н. Ушакова (Киев)

Именем Н. Ушакова названа литературная премия, присуждаемая Национальным союзом писателей Украины украинским поэтам, пишущим на русском языке.
В честь Н. Ушакова названа улица в Святошинском районе Киева.